# Яндала Анатолій Власович
Анатолій Власович Яндала — заслужений тренер України, основоположник боксу Рівненщини.
Під його керівництвом отримали звання 30 майстрів спорту СРСР, понад 100 кандидатів у майстри спорту. Вихованці А. В. Яндали відзначали його відданість обраному виду спорту — боксу, вимогливість і разом з тим батьківську доброту, щирість, гумор, що допомагає та підбадьорює під час бою на рингу.
За словами учнів, Анатолій Яндала брав на тренування навіть хлопців з вродженими вадами. Так, його учень Борис Шумилов мав діагноз вроджена вада серця і звільнення з фізкультури, але після тренувань з Яндалою зміг виконати норматив майстра спорту Радянського Союзу, стати переможцем чемпіонату збройних сил СРСР.
Під керівництвом Анатолія Власовича з 1960 року розпочав свою спортивну кар'єру майбутній тренер і боксер Павло Павлович Дмітрієв (неодноразовий переможець традиційного Рівненського меморіалу М. І. Кузнецова з боксу, старший тренер облради ДСТ «Трудові резерви»), також В. Нижній (тренер облради ДСТ «Спартак»), В. Білоусов (тренував дітей у Чернівцях), А. Савчук (тренер у Кривому Розі), В. Макаревич (тренер у Дніпрі). 
Багато вихованців Анатолія Власовича у 1980-х роках працювали на промислових підприємствах Рівненщини. Майстер спорту А. Мартинюк очолював автопідприємство у Рокитному і на громадських засадах вів у райцентрі секцію боксу. Майстер спорту Г. Медяник завідував сектором проектно-конструкторського бюро Київського науково-дослідного інституту будівельного виробництва, М. Смирнов — інженер Рівненського м'ясокомбінату, М. Барканюк — начальник Рівненської об'єднаної дільниці «Львівенергоремонт», Я. Дучук — інженер на Рівненській АЕС.

## Вшанування
У 2000 році було вперше проведено Міжнародний турнір з боксу серед юнаків пам'яті Анатолія Власовича Яндали. У 2015 році у турнірі взяли участь 85 спортсменів з України, а також Молдови та Литви, у 2016 — 70 юнаків із України та Білорусі (Пінськ, Брест). Цікаво, що у 2003 році переможцем турніру у ваговій категорії до 44 кг став онук Анатолія Яндали — Дмитро.
У Рівному по вулиці Литовській діє Клуб боксу імені Яндали А. В., у 2006 році заснована Громадська організація «Дитячо-юнацька спортивна школа з боксу імені Анатолія Власовича Яндали» (ГО ДЮСШ З БОКСУ).
У лютому 2016 на честь Анатолія Яндали було перейменовано колишню вулицю Кіровоградську (паралельна вул. Павлюченка) у Рівному.